# Réseau mycorhizien

Le réseau mycorhizien établit un système de « relation sociale ».

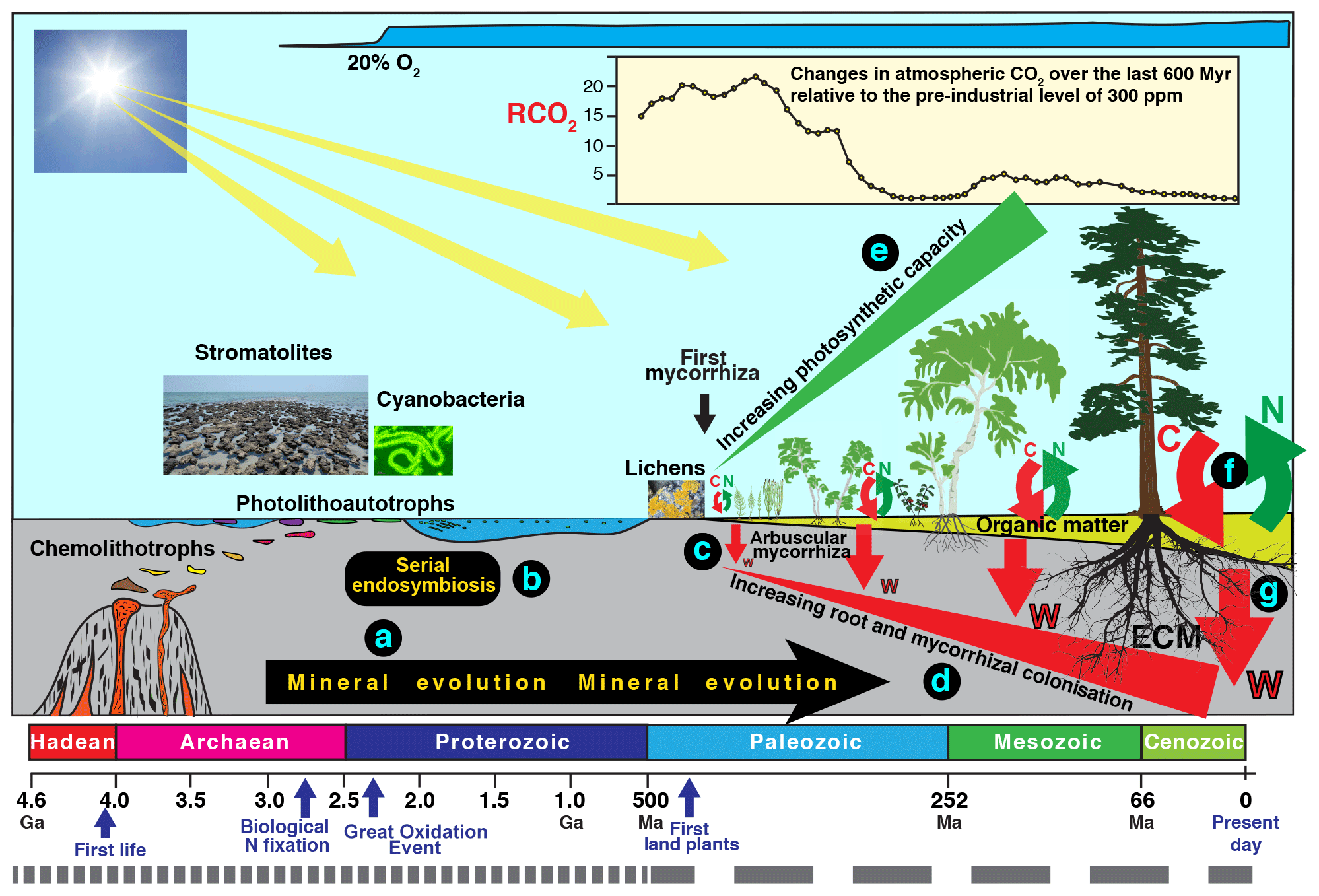
Rôle évolutif et écologique majeur du réseau mycorhizien dans le processus de biométéorisation.

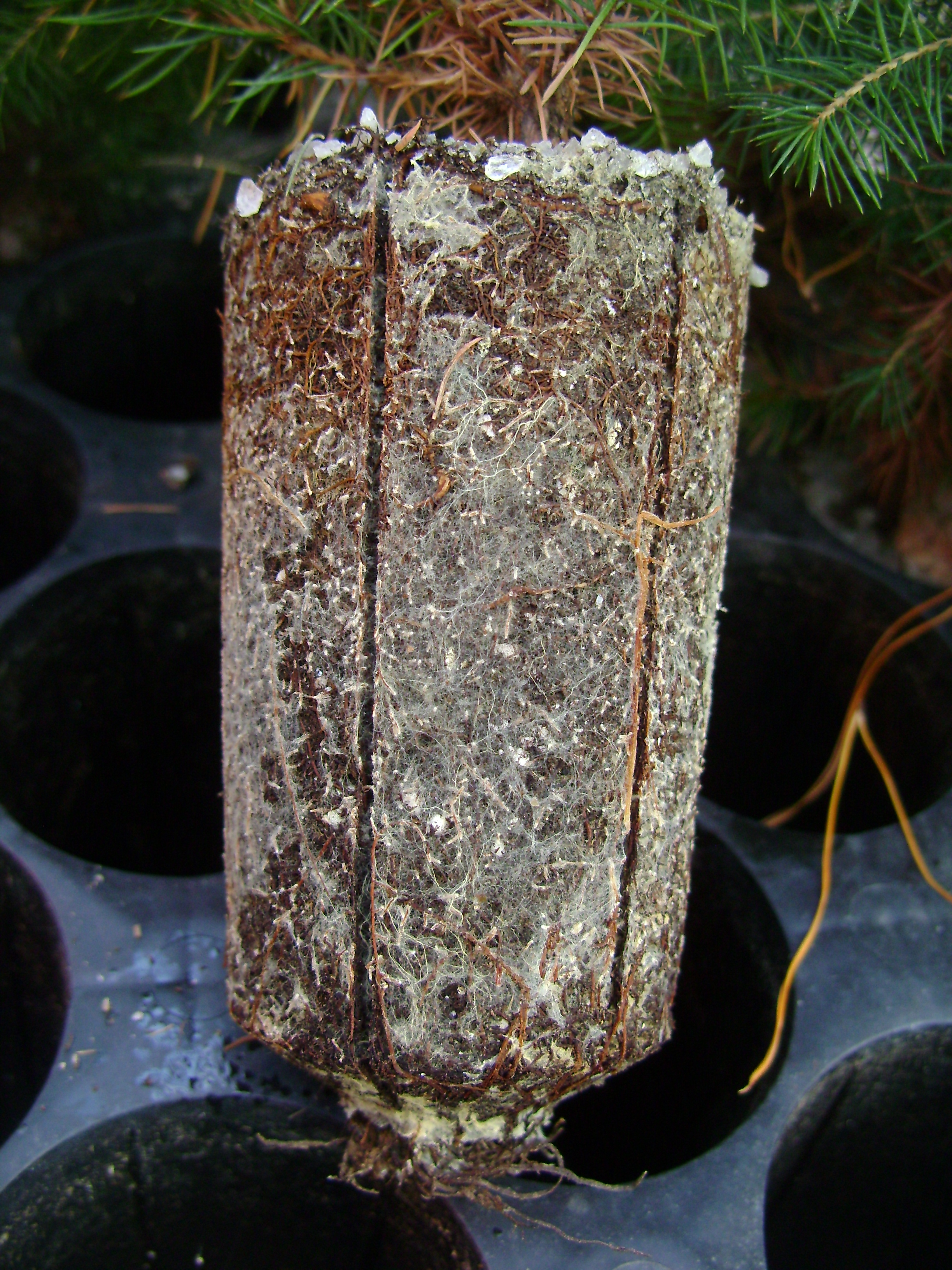
Dans le réseau mycorhizien de l'épinette blanche, conifère commun des forêts mixtes, les hyphes mycéliens (en blanc) prennent la forme de fins filaments capables de recouvrir les racines (en marron) comme un duvet.

Un réseau mycorhizien se forme lorsque les racines de deux plantes sont colonisées par un même champignon mycorhizien et reliées entre elles. Ce phénomène affecte grandement la survie, la nutrition minérale et l’établissement des plantes dans un écosystème.
Ce réseau optimise le développement de la plante via deux voies principales : la stimulation de la nutrition minérale (transfert de ressources telles que le carbone, l’azote et le phosphore entre les différents partenaires) ; meilleure tolérance ou résistance de la plante vis-à-vis de stress biotiques (impacts de microorganismes pathogènes fongiques, bactériens ou de nématodes phytoparasites) et/ou abiotiques (stress salin, hydrique, métaux lourds). Ainsi, ce phénomène écologique pourrait jouer un rôle important dans les mécanismes d’assemblage de communautés. A ce titre, les études menées sur cette thématique se sont focalisées sur différentes problématiques :
1. valider son existence au sein d’un écosystème ;
2. démontrer le transfert des ressources entre les partenaires ;
3. étudier ses caractères morphologiques et architecturaux ;
4. établir son influence écologique.

Ces interactions entre les systèmes racinaires forment un réseau écologique essentiellement souterrain, que certains biologistes ont nommé le wood-wide web (en référence au « World wide web »). C'est la chercheuse canadienne Suzanne Simard qui est la première à mettre en évidence en 1997 ce réseau avec le transfert mycorhizien du carbone entre des arbres en conditions naturelles.

## La découverte des réseaux mycorhiziens

### Les prémices
La plupart des plantes vasculaires sont autotrophes, autrement dit, elles captent le rayonnement lumineux par leurs feuilles grâce à leurs pigments chlorophylliens et synthétisent ainsi le carbone et les sucres nécessaires à leur croissance et à leur développement. Cependant, certaines plantes dépourvues de chlorophylle sont dans l’incapacité de capter et synthétiser cette énergie. Elles sont dites myco-hétérotrophes. C'est-à-dire qu'elles sont en symbiose avec un ou plusieurs champignons mycorhiziens, eux-mêmes associés à une ou plusieurs plantes autotrophes. Cette connexion permet la circulation du carbone et des sucres parmi les partenaires, le champignon jouant le rôle de pivot de cette association. Cela garantit ainsi à la plante non chlorophyllienne, les ressources nécessaires à son développement et sa croissance. C’est à partir d’études sur ce phénomène spécifique d’associations symbiotiques que la première preuve de l’existence des réseaux mycorhiziens a été mise en évidence . C’est d’ailleurs également à partir de ces travaux que le possible transfert de ressources entre les individus interconnectés est supposé. Dans le cas de cette étude, il s’agissait de la circulation de carbone isotopique (14C) entre des conifères et une plante myco-hétérotrophe Monotropa hypopitys.
Par la suite, Edward. I Newman a suggéré en 1988 que les plantes mycorhiziennes poussant ensemble au sein d’un écosystème (forêt ou prairie) pouvaient être interconnectées par un réseau mycorhizien commun. Ainsi, leur présence influencerait fortement le fonctionnement et la dynamique de ces environnements.

### Formation d'un réseau mycorhizien
Par la suite, les études menées se sont focalisées sur les mécanismes propres à la formation de ces réseaux. Classiquement, la formation d’un réseau mycorhizien se produit lorsque les hyphes mycéliens fusionnent par anastomose, permettant ainsi l’interconnexion entre les partenaires végétaux. Ce réseau favorise de manière générale les individus exprimant une stratégie mycorhizienne identique.
L'établissement d’un réseau mycorhizien commun dépend donc de la capacité d’une plante à entrer dans une association mycorhizienne avec une ou plusieurs espèces fongiques compatibles. Cette compatibilité est régie par la contrainte de la « spécificité mycorhizienne » potentielle des symbiotes. Ainsi, parmi ces organismes, il existe un continuum allant d'une faible spécificité (association avec plusieurs partenaires) à une spécificité élevée (association avec un ou plusieurs partenaires). Ce phénomène de spécificité mycorhizienne est très important dans la compréhension de la dynamique des communautés végétales et des mécanismes d’installation d’un réseau partagé. Il est estimé que la probabilité de formation d’un réseau mycorhizien est souvent plus forte si les partenaires fongiques expriment une faible spécificité mycorhizienne .
Par ailleurs, la capacité d’une plante à établir avec son partenaire fongique une relation mutuellement profitable pourra être également influencée par différents facteurs :
1. environnementaux [11] ;
2. écologiques [12],[13] ;
3. génétiques [14],[15] ;
4. physiologiques [16].

À ce jour, avec les progrès technologiques et moléculaires, il existe de plus en plus de preuves de l’existence des réseaux mycorhiziens sur un large éventail d’écosystèmes. Leur présence a été observée notamment dans des forêts tempérées, boréales et tropicales, ainsi que dans des prairies et savanes.

## Le transfert de ressources au sein d'un réseau mycorhizien
Depuis la découverte de l’existence d’un réseau mycorhizien, un grand nombre d’études s’est focalisé sur la mise en évidence du transfert des ressources au sein de ce réseau écologique et notamment de la circulation du carbone. Depuis les travaux de Björkman, le transfert de carbone entre les plantes chlorophylliennes exprimant différentes stratégies mycorhiziennes (par exemple arbusculaire, ectomycorhizienne) a fait l’objet d’études plus approfondies.
Il a été démontré à travers plusieurs études des mécanismes de transfert réciproque de 14C entre plusieurs plantes réceptrices. Cela soulève la question de l’existence potentielle d’un phénomène de circulation bidirectionnelle des ressources entre des partenaires reliés par un réseau. 
Dans le cadre d’expériences en laboratoire et sur le terrain, le recours à un marquage isotopique double (14C, 13C) a permis d’identifier plus finement les modalités de transferts entre Pseudotsuga menziesii et Betula papyrifera impliqués au sein d’un réseau mycorhizien. Les isotopes ont été détectés dans les plantes réceptrices lors de l’ensemble des expériences de transfert, indiquant ainsi un mouvement certain de carbone, depuis le champignon vers les tissus végétaux. Dès la première année en laboratoire et sur le terrain, il a été observé un transfert équilibré de carbone entre P. menziesii et B. papyrifera. Par ailleurs, lors de la seconde année, P. menziesii a reçu un gain net de carbone de B. papyrifera . D’autres expériences menées par la suite ont montré que selon les espèces, la circulation du carbone pouvait varier fortement. C’est pourquoi, il a été conclu que ce phénomène d’interconnexion écologique et les mécanismes qui en résultent étaient de nature complexe et qu’une multitude de variables pouvaient entrer en jeu.
Les prospections sur ces phénomènes de transfert ne se sont pas cantonnées à la simple ressource du carbone mais ont mis en évidence la circulation effective d’éléments tels que l’eau ou encore l’azote, à travers ce réseau.
Par exemple Kristina Arnebrant a démontré lors d’une expérience en conditions contrôlées au sein de microcosmes, la translocation respective d’azote marqué (15N) entre des semis de Pinus contorta et d’Alnus glutinosa reliés par un réseau fonctionnel provenant du partenaire commun Paxillus involutus (champignon ectomycorhizien) .
Plus tard, Louise Egerton a mis en évidence la circulation effective d’un flux d’eau entre des plantes saines vers des plantes en situation de stress hydrique, par l’intermédiaire d’une connexion mycélienne. Ainsi, ce réseau écologique pourrait être un paramètre important dans la survie des végétaux lors des situations de sécheresse .
Ces échanges bidirectionnels peuvent être très importants. Dans une forêt tempérée, jusqu'à 40 % de la biomasse des racines fines vient des arbres voisins mais le flux net est sans doute nul entre les arbres, qui chacun donnent et reçoivent.
Certaines études sur les systèmes arbusculaires (AM) ont fourni de plus en plus d’informations prouvant que les modèles de transfert des composés entre les individus interconnectés, présentaient certaines différences avec les systèmes ectomycorhiziens (ECM) ,,.
Ces études se sont concentrées notamment sur les facteurs distinctifs pouvant influencer et contraindre les processus de circulation de ressources au sein de ces systèmes. Les résultats indiquent notamment :
1. la relation source-puits entre le « donneur » et le « receveur » ;
2. les traits fonctionnels des partenaires (plantes et champignons).

Par ailleurs, il existe bien d’autres facteurs pouvant introduire des contraintes dans les mécanismes de transfert et de formation d’un réseau écologique. Par exemple, les animaux du sol comme les collemboles et les vers de terre, se nourrissent des hyphes et des spores des champignons mycorhiziens. Ainsi, la diversité des partenaires fongiques dans un écosystème peut s'en trouver réduite, limitant les phénomènes d’interaction symbiotique avec les plantes présentes. Ces facteurs auront un effet certain sur la présence, la taille et la formation du réseau mycorhizien ,,,.

## Structure d'un réseau mycorhizien

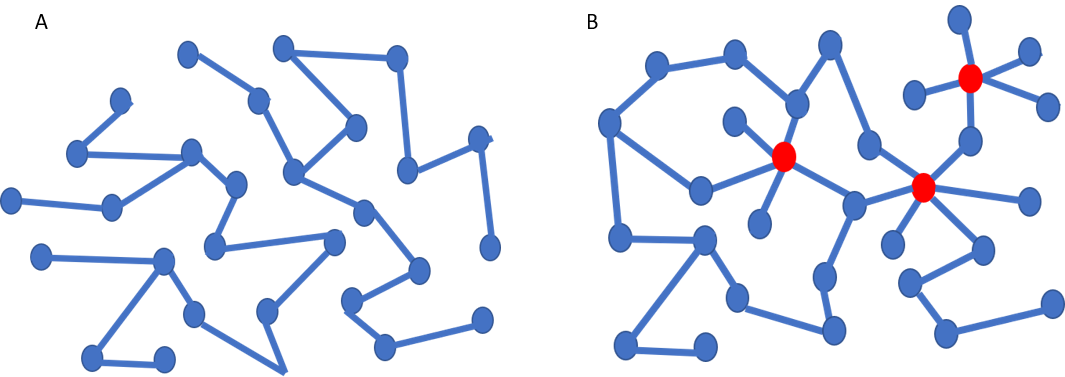
Différentes topologies d'un réseau mycorhizien, Figure A: Structure aléatoire ou régulière, Figure B: Structure sans échelle

Par définition, un réseau désigne un ensemble d’éléments interconnectés dont la liaison permet une circulation continue de flux (par exemple ressources, énergie, données…). C’est pourquoi, le fonctionnement et la structure des réseaux mycorhiziens communs sont assimilables aux autres réseaux existants (par exemple réseau neuronal, lymphatique, informatique…) .
La circulation des éléments au sein de ce système fonctionne selon le mécanisme du « donneur-receveur ». Différents rôles peuvent être joués par les végétaux interconnectés dans ce réseau. Certains vont émettre les ressources nécessaires (éléments nutritifs, eau, carbone…) afin de répondre à un contexte spécifique (survie, protection, nutrition…). Ces éléments vont circuler à travers le réseau fonctionnel et être acheminés vers les organismes récepteurs. Ainsi, le transport serait régulé tant par les modalités de dépenses en carbone effectuées par les plantes envers leurs partenaires fongiques, que par leurs propres « forces » d’assimilation des ressources. Ainsi, on peut dire qu’à travers ce réseau, il existe un certain continuum « source-puits » modulant les mécanismes de transfert. 
Les déterminants principaux de l’architecture d’un réseau mycorhizien sont la morphologie et la structure spatiale des mycéliums fongiques impliqués. Une caractéristique morphologique existante chez certains organismes fongiques ectomycorhiziens est la formation de rhizomorphes (brins d’hyphes, cordons). Ces organes sont particulièrement bien adaptés pour la formation d’un réseau fonctionnel. En effet, ces structures bien différenciées peuvent atteindre une très grande longueur dont l’anatomie interne est particulièrement efficace dans le transport de l’eau et des nutriments à travers la matrice du sol. Ces éléments permettent également une colonisation plus rapide des jeunes semis, facilitant leur implantation. Ils sont exprimés en majorité par des genres tels que Boletus, Cortinarius, Paxillus, Piloderma, Pisolithus, Rhizopogon, Suillus et Tricholoma .
Par ailleurs, on estime qu’il existe au sein des réseaux mycorhiziens une grande diversité de structures selon les écosystèmes et les partenaires impliqués . On parle de topologie des réseaux mycorhiziens. Le mot topologie fait référence à la disposition des différents éléments (nœuds, liaisons) au sein d'un réseau de communication. On peut appliquer ce concept de topologie à différents types de réseaux existants. Par exemple, au sein d’un réseau informatique, les « nœuds » et « liaisons » pourrait être les différents ordinateurs reliés par des câbles. Au sein d’un réseau neuronal ce serait les neurones et les axones. Maintenant si on extrapole pour un écosystème quelconque (comme la forêt), cela pourrait être matérialisé par les arbres et les hyphes mycorhiziens .Les liaisons entre les différents nœuds du réseau (comme les arbres) peuvent être courtes ou longues selon les traits fonctionnels mycéliens du partenaire fongique impliqué et les conditions environnementales. Cela influencera non seulement sa structure architecturale globale, mais également le nombre de connexions possibles entre les végétaux
Il existe différentes représentations topologiques pour ces réseaux : la topologie aléatoire ou régulière, et la topologie sans échelle. Au sein des réseaux aléatoires, chaque nœud (arbre) aura un nombre restreint de liens avec d’autres nœuds. Cette structure plus simpliste permettra tout de même une meilleure résistance aux perturbations extérieures. En revanche, pour les réseaux sans échelle, le degré de liaison entre les nœuds sera plus important quoique variable. On observera notamment des individus plus fortement connectés jouant le rôle de « centre névralgique » du système. Une étude a été mise en place par Kevin Beiler afin de mieux comprendre les mécanismes liés à la formation de différentes structures topologiques au sein de différentes communautés forestières de Douglas dans des écosystèmes mésiques et xériques. Les deux espèces fongiques ciblées étaient Rhizopogon vesiculosus et Rhizopogon vinicolor. Les résultats indiquent une divergence dans la structure architecturale des réseaux selon les écosystèmes d’études. Dans les sites xériques, les attributs des différents nœuds ont révélé une présence plus importante d’individus fortement connectés ayant un rôle central dans la circulation des ressources et les mécanismes de transfert. Ainsi, la formation de ces structures topologiques serait reliée au contexte pédoclimatique de l’écosystème étudié. Cette étude permet donc de mieux comprendre les mécanismes propres à la dynamique des écosystèmes forestiers et leur résilience aux contraintes de stress et de perturbations . De plus, la compréhension et la prise en compte de ce phénomène écologique pourraient à plus large échelle, garantir un outil d’aides à la décision dans la sélection des espèces à maintenir dans le cadre d’un programme de gestion de la biodiversité.

## Influences écologiques du réseau mycorhizien

### Les réseaux mycorhiziens en forêt
Bien que les réseaux mycorhiziens existent dans une grande variété d’écosystèmes terrestres, la plupart des études se concentrent sur les milieux forestiers. Les dynamiques forestières dépendent en grande partie de l’implantation de jeunes semis, afin de créer de nouvelles successions écologiques . Il est reconnu que les semis s’établissent de préférence proches d’espèces végétales conspécifiques (de la même espèce), créant ainsi des îlots de régénération.
Les organismes biotiques existants au sein d’une communauté végétale plus mature peuvent donc affecter les nouveaux semis, optimisant leur survie et facilitant ainsi leur établissement. En effet, les jeunes plantules sont colonisées plus rapidement par une diversité de champignons mycorhiziens.  Elles s’implantent plus facilement au sein d’un réseau établi et ont accès à un plus grand bassin de nutriments. Une fois implantées dans ce réseau, les plantules ont davantage de chances de survivre aux contraintes environnementales (sécheresse, maladies…). L’existence et la formation de ces réseaux écologiques sont donc particulièrement importantes dans les mécanismes de régénération naturelle au sein des écosystèmes forestiers, fréquemment perturbés par la sphère anthropique (incendies, déforestation…).
Nara Kazuhide a étudié l’effet de réseaux mycorhiziens sur la performance de semis de saules (par exemple Salix reinii) semés proche d’une essence végétale plus mature. Les modalités expérimentales étaient déclinées de sorte que l'essence centrale soit mycorhizienne ou non afin de mieux appréhender les « règles » écologiques de formation d’un réseau mycorhizien. Différentes espèces de champignons ont été choisies pour partenaires fongiques afin d’observer leur impact sur la réponse de croissance des semis. Il est apparu que la plupart des individus étaient reliés par un réseau mycorhizien individuel sans être pour autant infectés par d’autres champignons ectomycorhiziens. Les semis témoins plantés au contact de plantes matures non mycorhiziennes ont exprimé les plus bas taux de survie. En revanche, l’acquisition des nutriments et la croissance des semis connectés par un réseau mycorhizien ont été largement supérieures, mais différentes selon les partenaires fongiques. Ainsi l’efficience et la viabilité d’un réseau mycorhizien vont osciller selon les espèces de champignons impliquées, ce qui pourra induire une variation de performances chez les semis.
D’autre part, un grand nombre d’études sur le terrain ont tenté de démonter les potentielles influences des réseaux mycorhiziens sur l’établissement des plantes. Certaines ont été menées dans les forêts tempérées de l’ouest de l’Amérique du Nord. À travers ces analyses, différentes techniques et modalités étaient appliquées et observées :
1. isolation de l’effet du réseau mycorhizien et non mycorhizien ;
2. étude des phénomènes de transfert dans le sol ;
3. étude de l’effet de la symbiose mycorhizienne ;
4. étude de la compatibilité entre les partenaires ;
5. observation de semis dans différentes communautés végétales (conspécifiques versus hétérospécifiques). À travers ces études, les schémas de survie et de régénération ont été examinés. Or, dans la plupart des cas, les bénéfices chez les semis semblent être plus effectifs lorsqu’il existe une diversité mycorhizienne accrue par association avec des plantes matures [36],[37],[38].

De plus Michael Booth a pu mettre en évidence l’impact avéré des arbres conspécifiques de canopée, sur l’émergence des plantes de sous-bois. Les semis pouvant plus aisément s’interconnecter au sein de ce réseau existant et ainsi bénéficier d’un meilleur accès aux ressources du sol (eau, éléments minéraux). Ces réseaux présents de manière ubiquiste au sein des forêts permettent de contrebalancer l’effet négatif que pourrait engendrer la présence d’une canopée (ombrage, compétition, nutrition…) et influencer positivement les mécanismes de régénération forestière .

### Les réseaux mycorhiziens et la résistance végétale
Bien que la preuve du partage des ressources entre les individus interconnectés par un réseau mycorhizien soit validée, certains effets propres à ce phénomène écologique sont encore parsemés de zones d’ombres. Notamment, les mécanismes reliés au « signal » circulant à travers ce réseau pouvant stimuler la résistance biotique chez les végétaux. Lors d’une infection par un pathogène ou d’une attaque d'un organisme ravageur, les plantes sont capables par certains procédés enzymatiques, métaboliques et hormonaux de se défendre et d’endiguer la menace. A ce titre on parle de mécanisme de Résistance Systémique Acquise (RSA) . Par analogie, ce phénomène peut être comparé au fonctionnement du système immunitaire.
Bien sûr, l’idée que les plantes puissent communiquer entre elles par une production et une libération de molécules n’est pas nouvelle. Il existe un grand nombre d’expériences et de travaux qui ont modélisé et démontré le potentiel effet du réseau mycorhizien dans les mécanismes d’émission de signaux entre les plantes. Plusieurs hypothèses sont levées :
1. le transport de molécules d’intérêts s’effectue à la surface des hyphes mycéliens par une action de capillarité ou bien par l’intervention d’organismes extérieurs ;
2. la délivrance du signal est transmise par un flux transcellulaire (cytoplasmique) ;
3. la contrainte induite par un organisme indésirable (ravageurs, pathogènes…) entraîne un signal électro-chimique à travers le réseau, comparable à un influx nerveux [41].

La plupart des travaux réalisés ont permis de démontrer sans équivoque que l’émission de composés organiques volatils de défense était souvent induite par les phénomènes d’herbivorie. Ces composés sont souvent produits de manière systémique et peuvent être exsudés dans le sol et plus spécifiquement dans la rhizosphère .
C’est après cette découverte que l’hypothèse de facilitation du transfert au voisin par les champignons mycorhiziens a été envisagée . De plus, il a souvent été estimé que le processus d’association symbiotique mycorhizienne pouvait garantir un premier facteur de résistance contre un grand nombre de pathogènes et de ravageurs. A cet effet, on parle de Résistance Mycorhizienne Induite . 
Zdenka Babikova a été un des premiers écologistes a démontrer que le mycélium mycorhizien, organe primordial de l’association symbiotique, du transfert des ressources et de la prospection de la matrice du sol pouvait également servir de « système d’alerte » lors d’attaque de ravageurs. Il a été observé que des plantes exemptes de pucerons produisaient des composés organiques volatils (comme le salicylate de méthyle) lorsqu’elles étaient reliées à des plantes infestées. Ainsi, cette interconnexion permet aux plantes d’« anticiper » et de se préparer à la venue des ravageurs .  
Le design expérimental mis en place a permis également de discriminer l’effet potentiel de diffusion dans le sol, l’effet de contact entre les racines et entre les hyphes mycéliens. Il est ainsi démontré que les réseaux mycorhiziens peuvent influencer les mécanismes d’interactions écologiques à différentes échelles trophiques.
En revanche, l’identité du composé de signalisation transféré par le réseau provoquant la synthèse des composés défensifs chez une plante non infestée, n’a pas été révélée par la précédente expérience. Ainsi, la résolution de l’énigme de ce signal a été une prérogative, un champ d’application majeur des phases de recherches portant sur ce phénomène. Par la suite, certains autres travaux ont montré que des lipides tels que les triglycérols étaient activement transférés par les mycéliums des organismes arbusculaires .
Des études subséquentes se sont focalisées sur d’autres aspects de la signalisation au sein d’un réseau mycorhizien. Par exemple en étudiant des plants de tomates (Solanum lycopersicum) infestés par une chenille spécifique (Spodoptera litura), il a été démontré que l’acide jasmonique pouvait avoir une implication dans l’induction de la résistance chez les plantes interconnectées . De plus, la résistance des plantes au sein d’un réseau mycorhizien ne se borne pas qu’aux ravageurs herbivores. Yuan Song a démontré que des plants de tomates interconnectés pouvaient exprimer différents gènes de résistance lors de l’invasion du champignon nécrotrophe (Alternaria solani) .
La compréhension des mécanismes reliés à la composante biotique mycorhizienne du sol est en progrès exponentiel. Il est démontré que les réseaux mycorhiziens communs, forme ultime de l’expression symbiotique, tiennent une place importante dans les interactions écologiques intervenant au sein d’un écosystème. Cependant, les expériences menées ces dernières années n’ont permis de révéler qu’une partie du processus, rendant nécessaire la poursuite des investigations, notamment sur un plus large spectre d’environnement.

### Résultats contradictoires
Selon une étude parue dans la revue Nature Ecology and Evolution en 2023, des biais de citations (les chercheurs citant préférentiellement les résultats positifs et ceux en accord avec leur hypothèse, et passant sous silence ceux qui les contredisent) et la surinterprétation des résultats issus des travaux sur les réseaux mycorhiziens, sont un terreau fertile à la désinformation qui conduit les scientifiques et vulgarisateurs à exagérer les preuves relatives à un vaste réseau de communication de champignons reliant les arbres d’une forêt.
S'il est tentant d'imaginer dans le « web des bois » (le Wood Wide Web WWW) un réseau dans lequel des plantes émettent des signaux d'alerte par le biais de leurs mycorhizes, les expériences réalisées en laboratoire ne permettent pas de savoir ce que cachent ces échanges au sein de la forêt où « les plantes sont en compétition pour la lumière et les ressources. Alors pourquoi avertir ses concurrents ? Peut-être que ces informations fuitent lorsque la plante s'avertit elle-même d'une attaque d'insectes de racine en racine. Une balle perdue que les champignons renverraient plus loin » selon Marc-André Selosse qui rappelle qu'« il ne faut pas avoir une vision naïve du WWW, il est fait aussi bien de coopération que d'exploitation ».